# Weinmannia purpurea
Weinmannia purpurea är en tvåhjärtbladig växtart som beskrevs av Perry. Weinmannia purpurea ingår i släktet Weinmannia och familjen Cunoniaceae. Inga underarter finns listade i Catalogue of Life.